# Nimbya pimpriana
Nimbya pimpriana är en svampart som först beskrevs av V.G. Rao, och fick sitt nu gällande namn av E.G. Simmons 1995. Nimbya pimpriana ingår i släktet Nimbya och familjen Pleosporaceae.   Inga underarter finns listade i Catalogue of Life.